# Jan van Scorel
Jan van Scorel (Schoorl, 1 augustus 1495 – Utrecht, 6 december 1562) was een Noord-Nederlands schilder en tekenaar. Hij wordt beschouwd als een belangrijk vertegenwoordiger van de renaissance in de Lage Landen.

## Leven
Over het leven van Jan van Scorel is veel bekend, onder andere dankzij biograaf Karel van Mander. Jan van Scorel was de onwettige zoon van de dorpspriester van Schoorl, Andries Ouckeyn en Diewer Aerntsdr.  Hij bezocht tot zijn veertiende de Latijnse school in Alkmaar en kreeg vervolgens een schildersopleiding van Cornelis Willemsz. te Haarlem. Hij was vervolgens vanaf 1512, gedurende 6 jaar, assistent van Jacob Cornelisz. van Oostsanen in Amsterdam, :pp. 48-69 waarna hij vermoedelijk nog korte tijd bij Jan Gossaert te Utrecht werkte.

### Reis Duitsland, Oostenrijk, Venetië, Rome

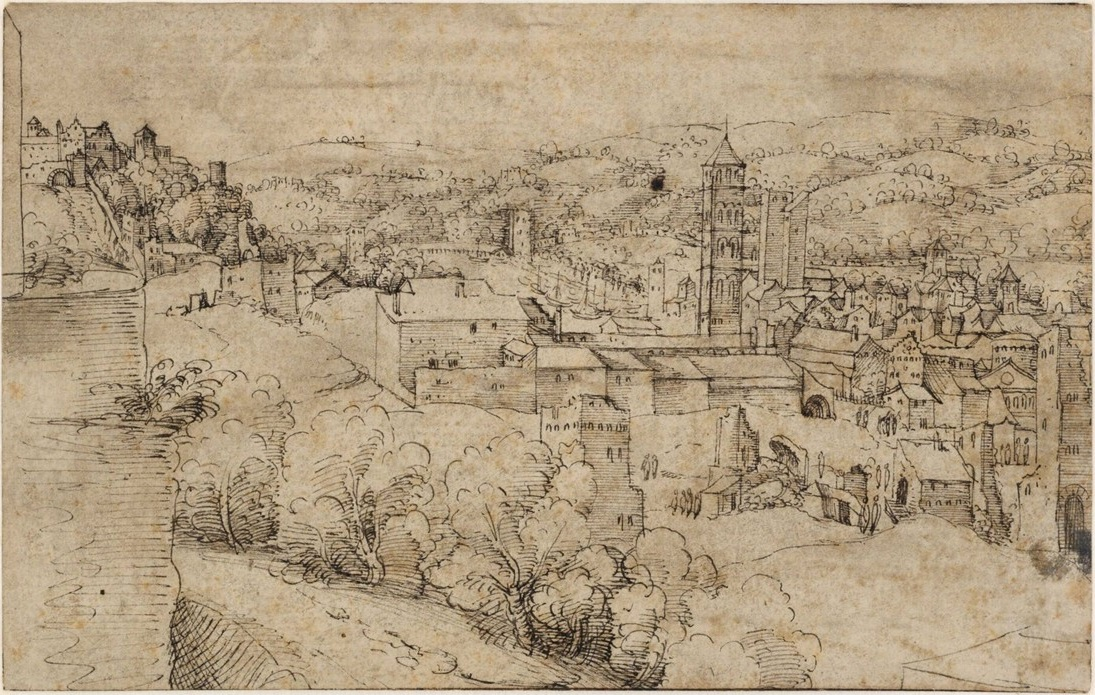
Heuvellandschap met stad, vermoedelijk door Van Scorel getekend tijdens zijn verblijf in Noord-Italië, Museum Boijmans Van Beuningen, Rotterdam

In 1518 begon Jan van Scorel aan een lange reis, die hem eerst door Duitsland voerde. In Neurenberg ontmoette hij Albrecht Dürer, die een grote invloed op hem uitoefende. Deze invloed is merkbaar in het eerste grote werk van Jan van Scorel dat bewaard is gebleven, het Obervellach-triptiek uit 1519 (Obervellach, Sankt Martin), dat ontstond tijdens zijn reis door Oostenrijk.
Jan van Scorel kwam in het najaar van 1519 in Venetië aan.
Tussen begin juli en eind september 1520 nam hij deel aan een pelgrimsreis, over zee, naar het Heilig Land, waar hij Bethlehem en Jeruzalem aandeed. Volgens Van Mander heeft hij zijn indrukken van deze reis vastgelegd in een schetsboek dat echter niet bewaard is gebleven. 
In Venetië schilderde hij tussen 1519 en 1522 Bijbelse taferelen, waarbij het weergegeven landschap doet denken aan Giorgione en Titiaan. 
Begin 1522 reisde Scorel af naar Rome, toen hij hoorde dat Adriaan Florisz Boeyens uit Utrecht tot paus (Adrianus VI)  gekozen was. Hij verbleef wel in de pauselijke villa Belvédère in Rome maar kon de bijzondere collectie antieke beelden in de lusthof niet bekijken omdat de paus alle toegangen had dichtgemetseld, op een na. Die ene toegang was afgesloten en de sleutel bewaarde de paus zelf, omdat hij van mening was dat de beelden heidense afgodsbeelden waren.:pp. 48-67.
Scorel werd benoemd tot opzichter 'over heel de Belvedère'; hij had volop gelegenheid de antieke beeldhouwwerken en de Italiaanse renaissancekunst van Rafaël en Michelangelo, vooral de fresco's in de Sixtijnse kapel, grondig te bestuderen. Hij schilderde in deze tijd twee portretten van de paus; als beloning daarvoor werd hem een positie als kanunnik in het vooruitzicht gesteld.

### Utrecht

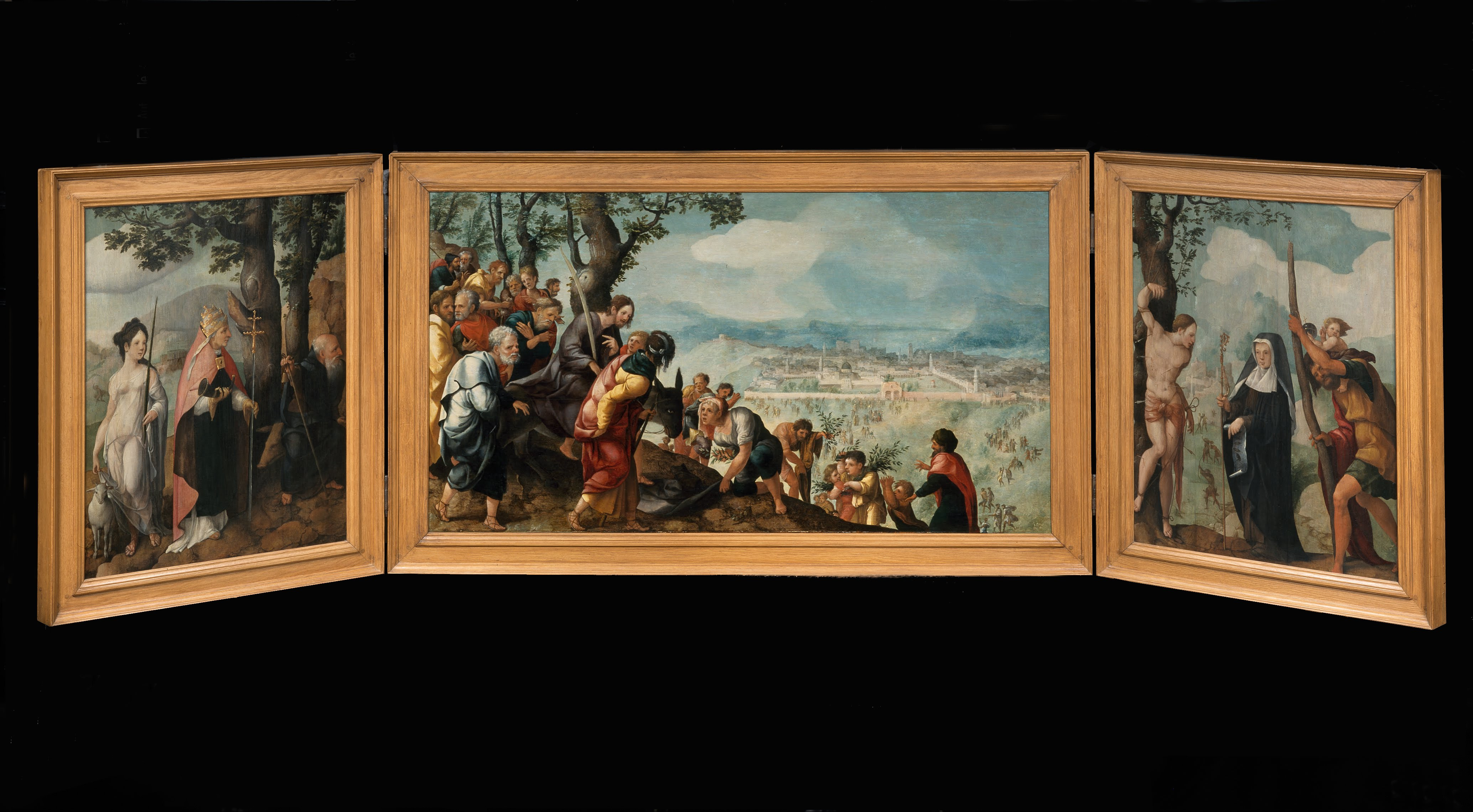
de intocht van Christus, 1526-1527, Centraal Museum, Utrecht.

Na de dood van Adrianus VI in 1523 keerde Jan van Scorel naar Utrecht terug. Hij baarde opzien met zijn Italiaans geïnspireerde kunst en kreeg spoedig opdrachten, onder meer van Domdeken Herman van Lochorst, met wiens zoon, Willem, Van Scorel bevriend was geraakt in Rome. Voor hem schilderde Jan van Scorel in 1526-1527 het zogenaamde Lochorst-triptiek, dat oorspronkelijk in de Domkerk stond opgesteld, en dat zich thans in het Centraal Museum in Utrecht bevindt. Ook schilderde Van Scorel de memorietafel: de Intocht van Christus in Jerusalem voor de familie Lochorst. De steile helling met mensen op dit schilderij doet denken aan de Zondvloed van Michelangelo in de Sixtijnse Kapel. En Jerusalem schetste hij zoals hij de stad zelf gezien had.:pp. 48-67

### Haarlem

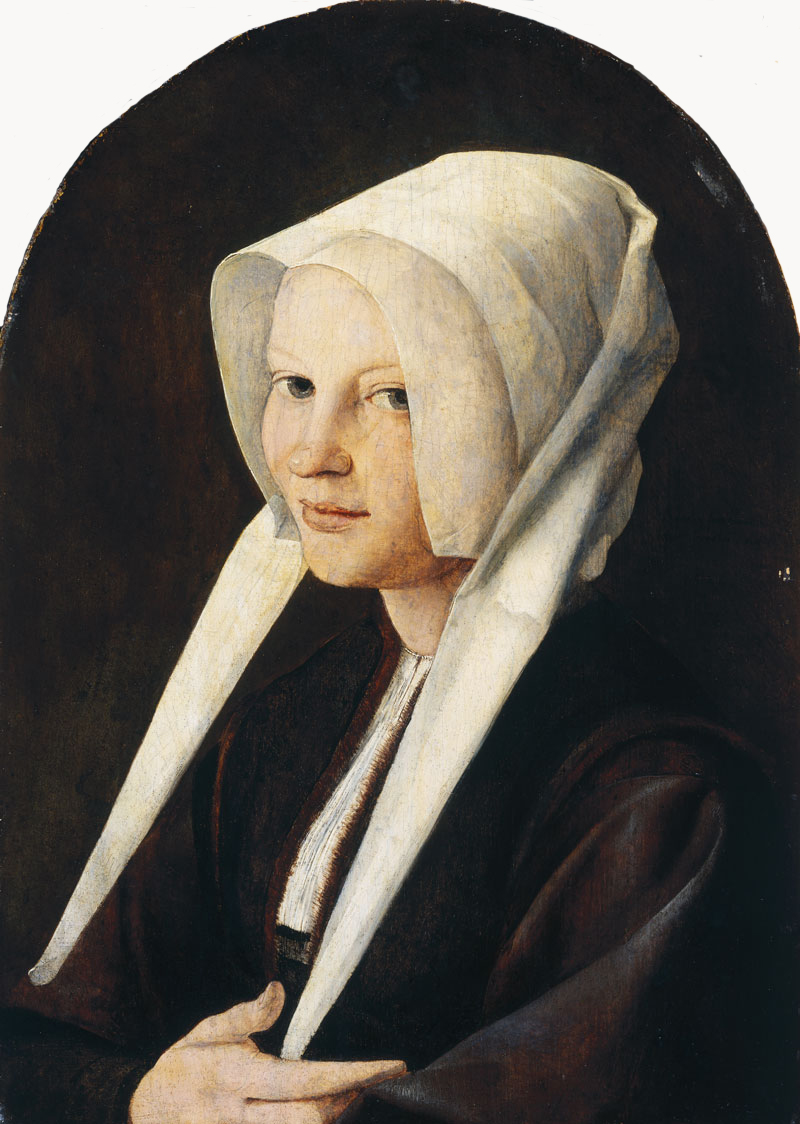
Portret van Agatha van Schoonhoven, Galleria Doria Pamphili, Rome

In 1527 week hij wegens politieke onlusten uit naar Haarlem, waar hij nieuwe begunstigers vond, waar hij een huis huurde en waar hij samenleefde met Agatha van Schoonhoven; het paar kreeg vier zonen en twee dochters.
Hij nam ook anderen in huis, die hij het schildersvak bijbracht; leerlingen mocht je het niet noemen, want daarvoor moest hij lid zijn van het gilde, maar dat weigerde hij omdat daaraan, naast voordelen, ook regels, verplichte activiteiten en financiële bijdragen verbonden waren. Maarten van Heemskerck zal, als 'discipel' (zoals Karel van Mander het noemde):fol. 999p bij Van Scorel ingewoond hebben. Van Heemskerck zal in die tijd opgeklommen zijn naar assistent, die voor zijn werk betaald moet zijn geworden.
Het komt vaak voor dat niet gesigneerde werken tegenwoordig aan Heemskerck toegeschreven worden, terwijl zij vroeger aan Scorel toegerekend werden. Voorbeelden zijn: de Calvarieberg, de Madonna met Christuskind in een landschap, de (grote) Bewening een aantal portretten en nog meer schilderijen. Uit onderzoeken trekt men de conclusie dat Heemskerck technieken toepaste die hij bij Jacob Cornelisz had geleerd, die Scorel niet beheerste.:pp. 48-67

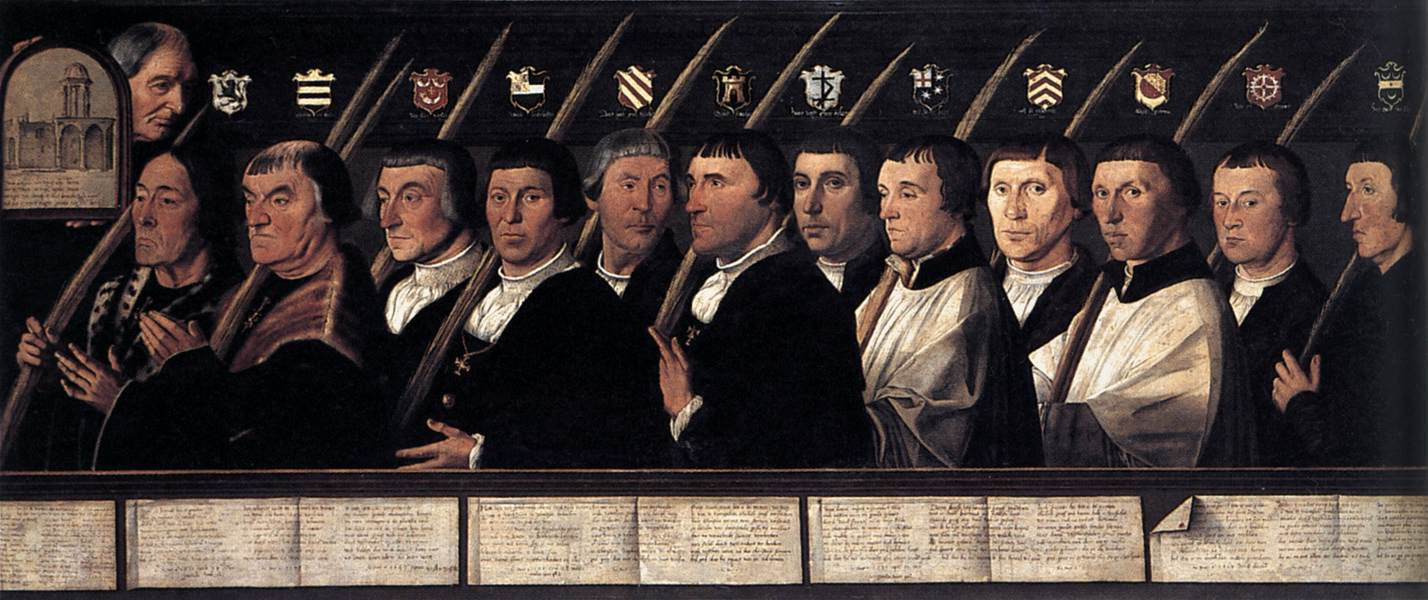
Twaalf leden van de Jeruzalembroederschap, ca. 1528, Frans Halsmuseum, Haarlem. De derde man van rechts is Jan van Scorel zelf, zoals blijkt uit het onder de broeders geschilderde vers

Jan van Scorel trad toe tot de Haarlemse Jeruzalembroederschap, waarvoor hij enkele portretseries vervaardigde. Het stuk geldt als een van de eerste groepsportretten in de Nederlandse schilderkunst.
Jan van Scorel was tussentijds (in 1528) benoemd tot kanunnik van de Mariakerk in Utrecht, waarmee hij een voornaam geestelijk ambt bekleedde, dat ook behoorlijk betaald werd. Zijn taken als kanunnik liepen uiteen van het beheren van landgoederen tot het aankopen van wijnen voor het kapittel. Voor de Mariakerk ontwierp hij onder meer een oksaal en enkele gebrandschilderde ramen.

### Utrecht

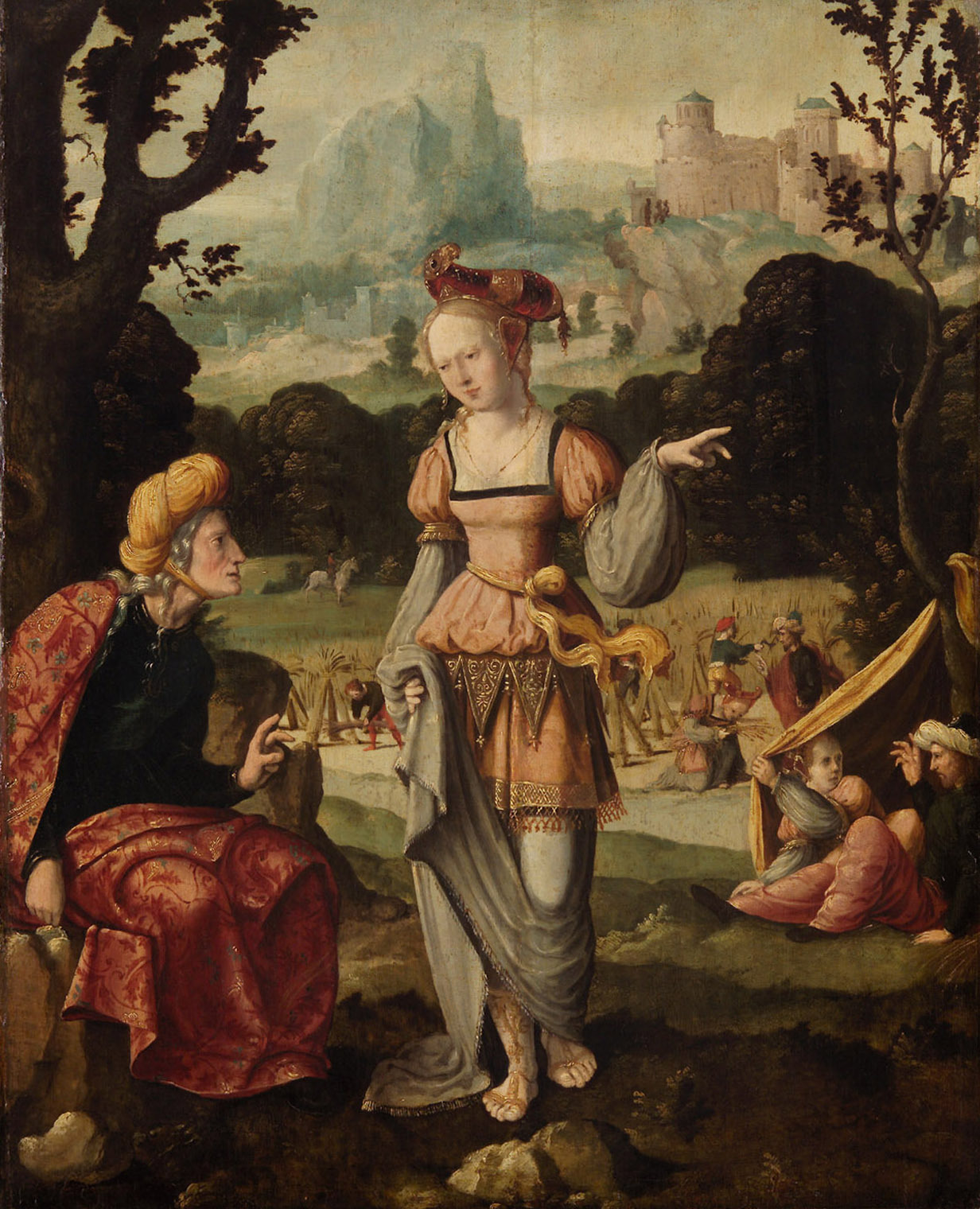
Ruth and Naomi, Kunsthistorisches Museum, Wenen

Terug in Utrecht (1530) zette hij een grote werkplaats op, waar Anthonie Mor tot zijn leerlingen behoorde. In dezelfde tijd werd Van Heemskerck lid van het Sint Lucasgilde in Haarlem en vestigde hij zich als zelfstandig schilder.
Dankzij zijn goede contacten en als gevolg van zijn missies namens het kapittel ontving Jan van Scorel enkele opdrachten voor grote altaarstukken. Rond 1540 schilderde hij drie veelluiken voor de abdij in het Henegouwse Marchiennes. Hiervan wordt het Jacobus- en Stefanusaltaarstuk tegenwoordig in het museum van Douai bewaard. Rond 1542 vervaardigde hij een bewaard gebleven drieluik voor de Grote Kerk van Breda, in 1550 volgde een opdracht voor de Nieuwe Kerk te Delft.
Eervolle opdrachten waren de decoratie en organisatie van de intochten in Utrecht van keizer Karel V in 1540 en van Filips II in 1549. In 1550 nam hij deel aan de restauratie van het veelluik met het Lam Gods van de gebroeders Van Eyck te Gent. Het was lange tijd een onbeantwoorde vraag of Jan van Scorel de Utrechtse Domtoren op dat werk toegevoegd heeft. Bij de laatste, in 2019 voltooide restauratie is vast komen te staan dat de toren oorspronkelijk is maar in de zestiende eeuw geheel overgeschilderd was. 
In de jaren 1549 tot 1553 ontplooide Jan van Scorel verschillende nevenactiviteiten als ingenieur. Zijn projecten omvatten het verbeteren van de haven van Harderwijk, het verdiepen van verschillende rivieren en het droogleggen van de Zijpe. Veel succes had hij echter niet met deze werkzaamheden.
Na zijn dood kreeg Jan van Scorel een praalgraf in de Mariakerk, dat voorzien was van zijn portret, geschilderd door Anthonie Mor. Zo'n monument voor een kunstenaar was destijds uniek in de noordelijke Nederlanden en getuigt van de waardering die de schilder al tijdens zijn leven genoot.

## Werk en betekenis

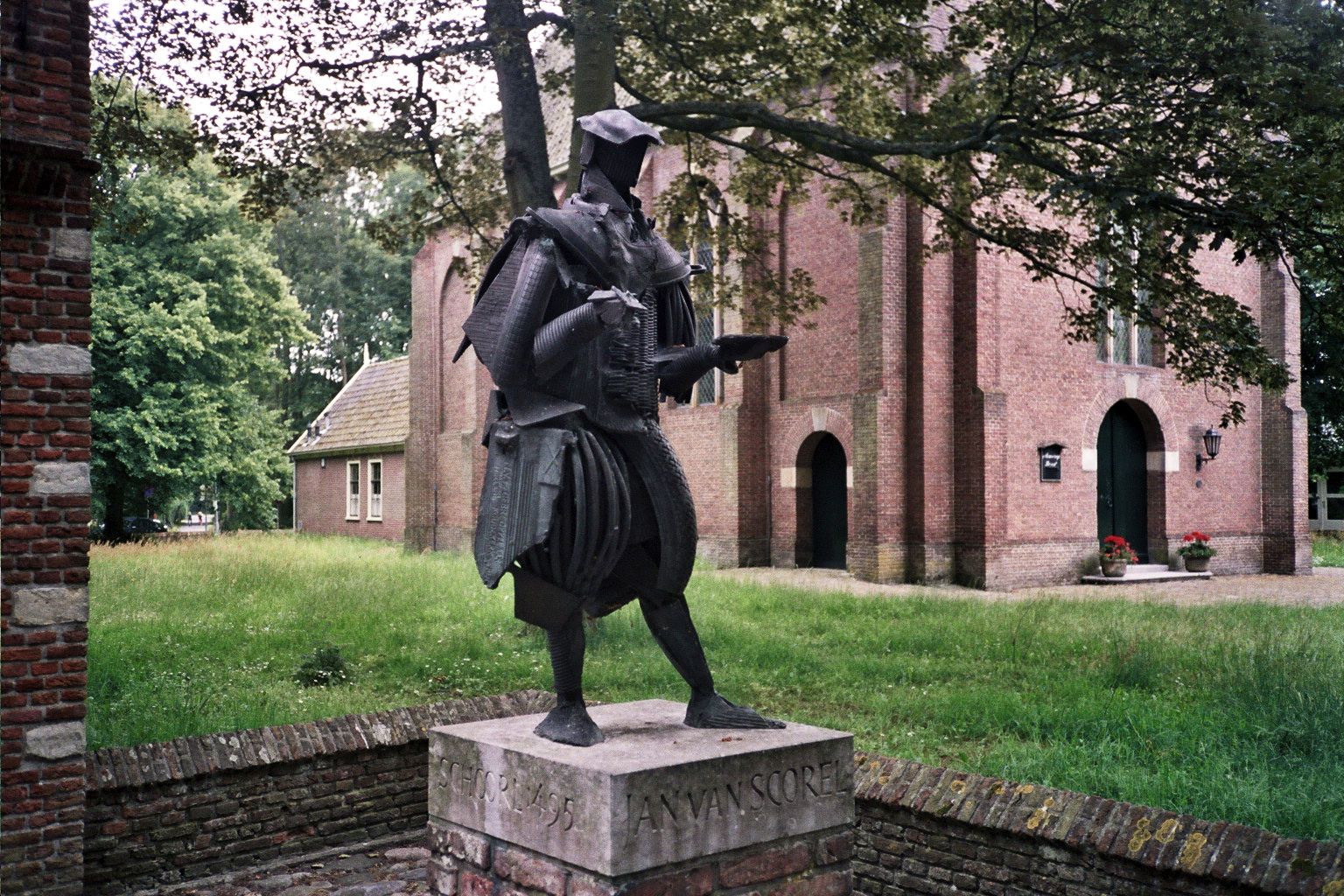
Standbeeld van Jan van Scorel in Schoorl (door Elly Baltus)

Jan van Scorel bekleedt een belangrijke plaats in de Nederlandse kunstgeschiedenis. Hij speelde een hoofdrol in de verspreiding van de Italiaanse renaissancekunst in de Noordelijke Nederlanden, die weldra de middeleeuwse kunst verdrong. Zijn werken behoren tot de noordelijke renaissance.
Bovendien is hij het eerste voorbeeld in de Nederlanden van een nieuw type zelfbewuste kunstenaar. Voordien werd de schilder als ambachtsman beschouwd. Beïnvloed door buitenlandse voorbeelden zag Jan van Scorel zich als intellectueel, de gelijke van dichters en geleerden. Als kanunnik verkeerde hij in de hoogste kringen en had hij contacten met verschillende humanisten. Tekenend voor zijn zelfbewustzijn is dat hij weigerde zich aan te sluiten bij het ambachtsgilde waartoe de schilders behoorden.
Het vroege werk van Jan van Scorel staat nog sterk onder de invloed van zijn leermeesters en van Dürer. Sinds zijn verblijf in Italië schilderde hij in de nieuwe renaissancestijl, waarbij soms letterlijke citaten van de grote Italiaanse meesters in zijn werk opduiken.
Naast Bijbelse taferelen schilderde Jan van Scorel vooral portretten. Zij vertonen minder invloed van de Italiaanse schilderkunst. Een bekend voorbeeld is het portret van zijn geliefde Agatha van Schoonhoven in de Galeria Doria Pamphili te Rome uit 1529.
Veel werk van Jan van Scorel is tijdens de Reformatie verloren gegaan. Van de overgebleven schilderijen bevindt zich de grootste verzameling in het Centraal Museum in Utrecht.

## Schilderijen in België en Nederland

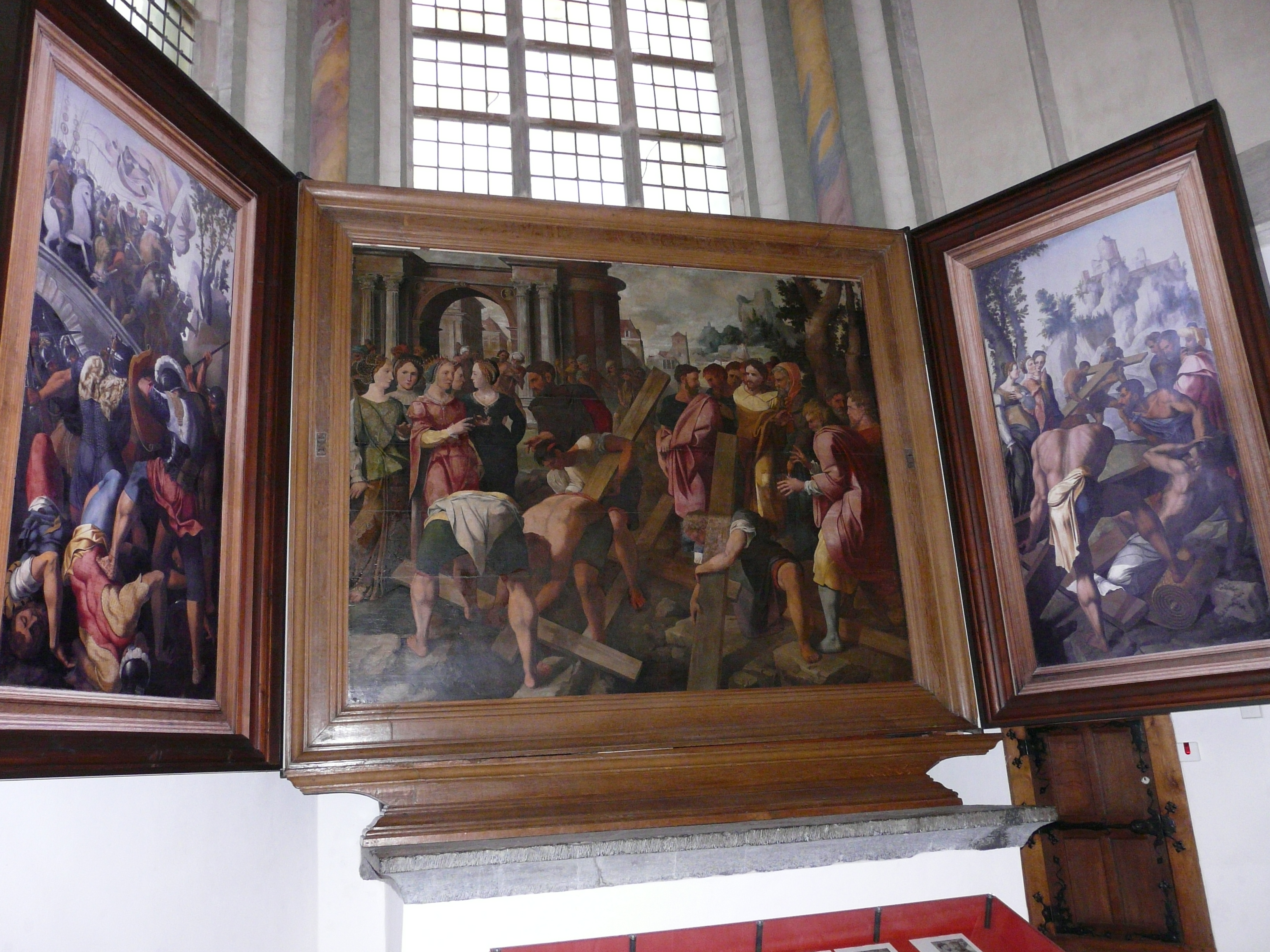
De Vinding van het Ware Kruis in Breda

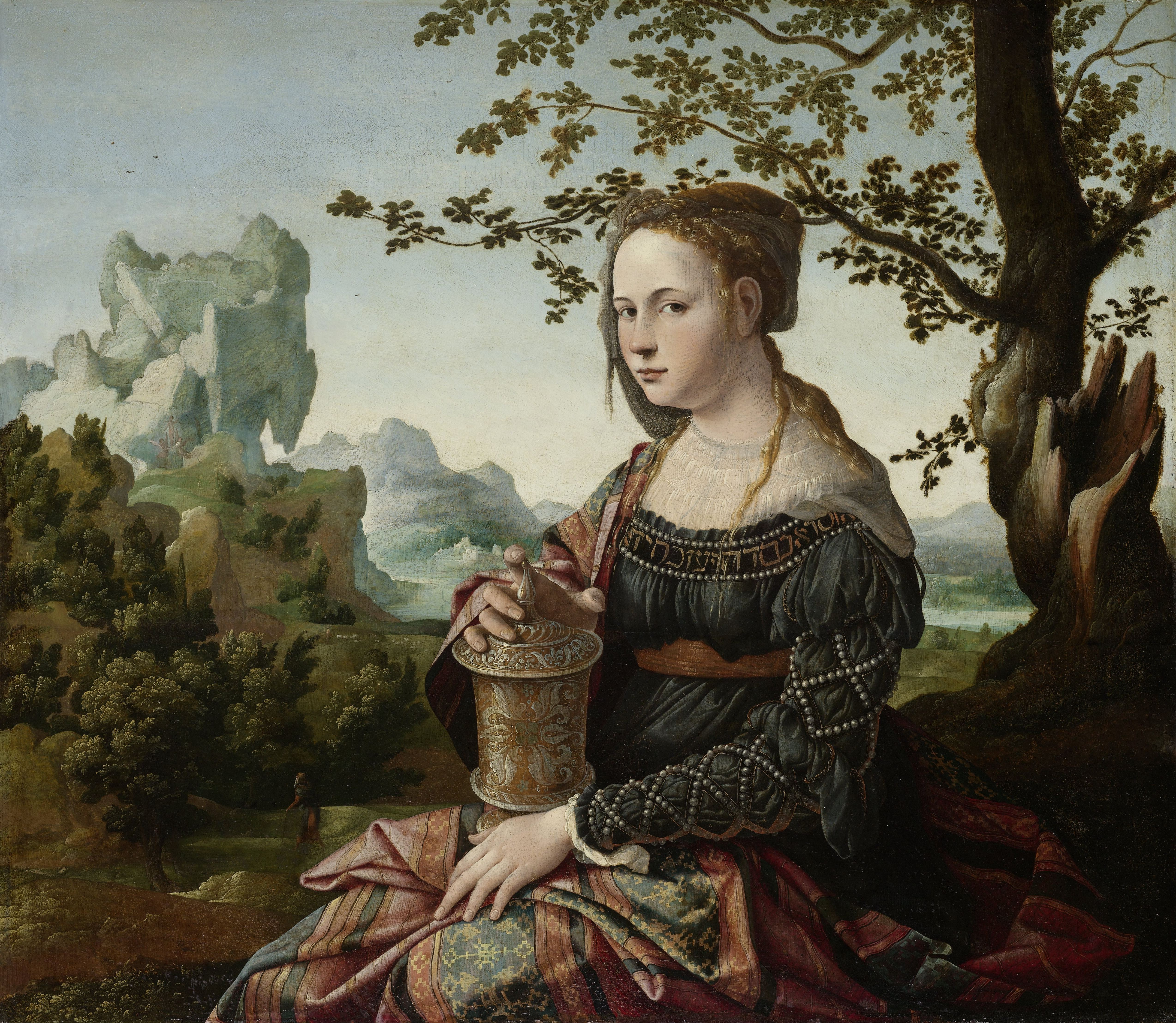
Maria Magdalena. Rijksmuseum Amsterdam.

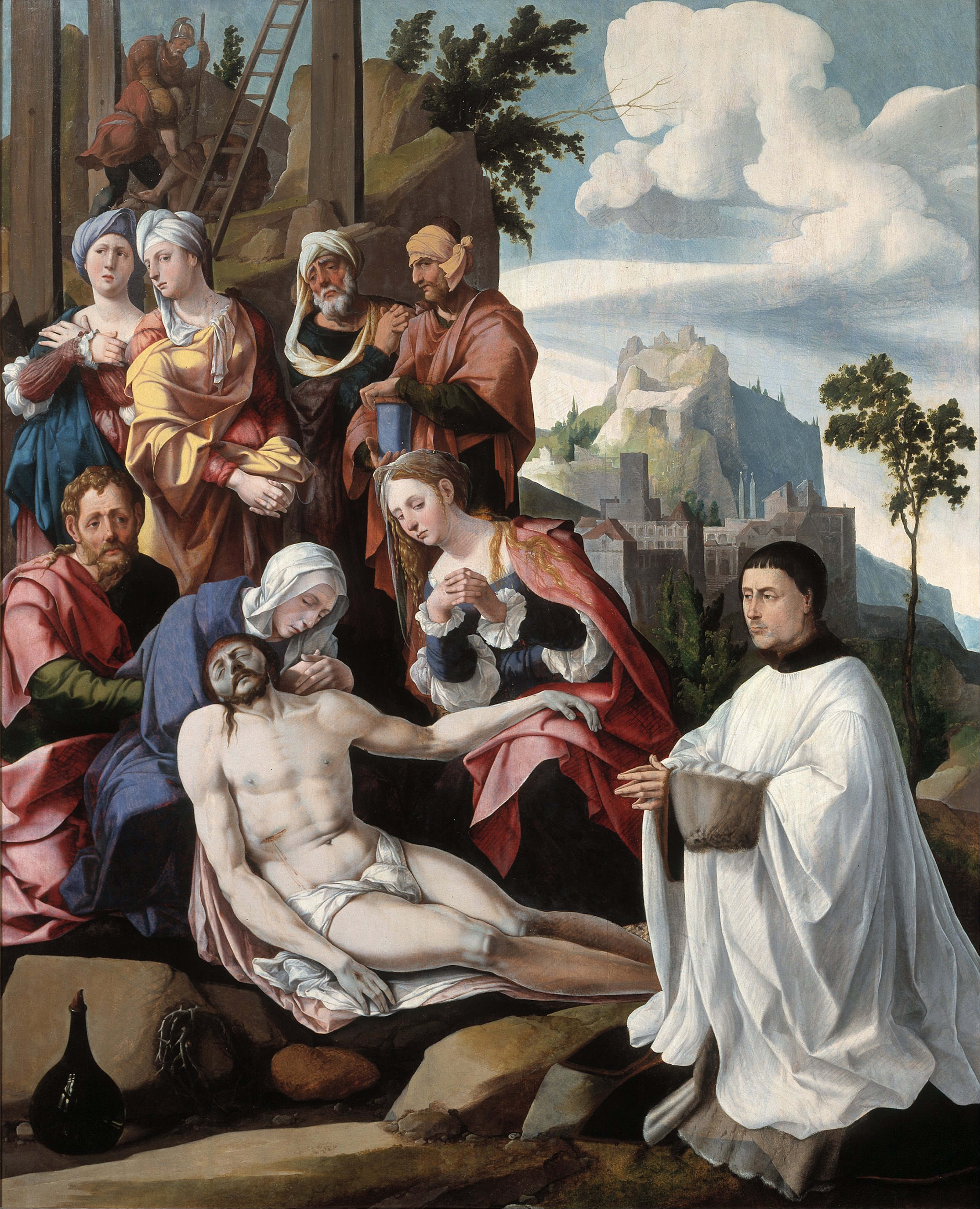
De bewening van Christus, ca. 1535, Centraal Museum, Utrecht

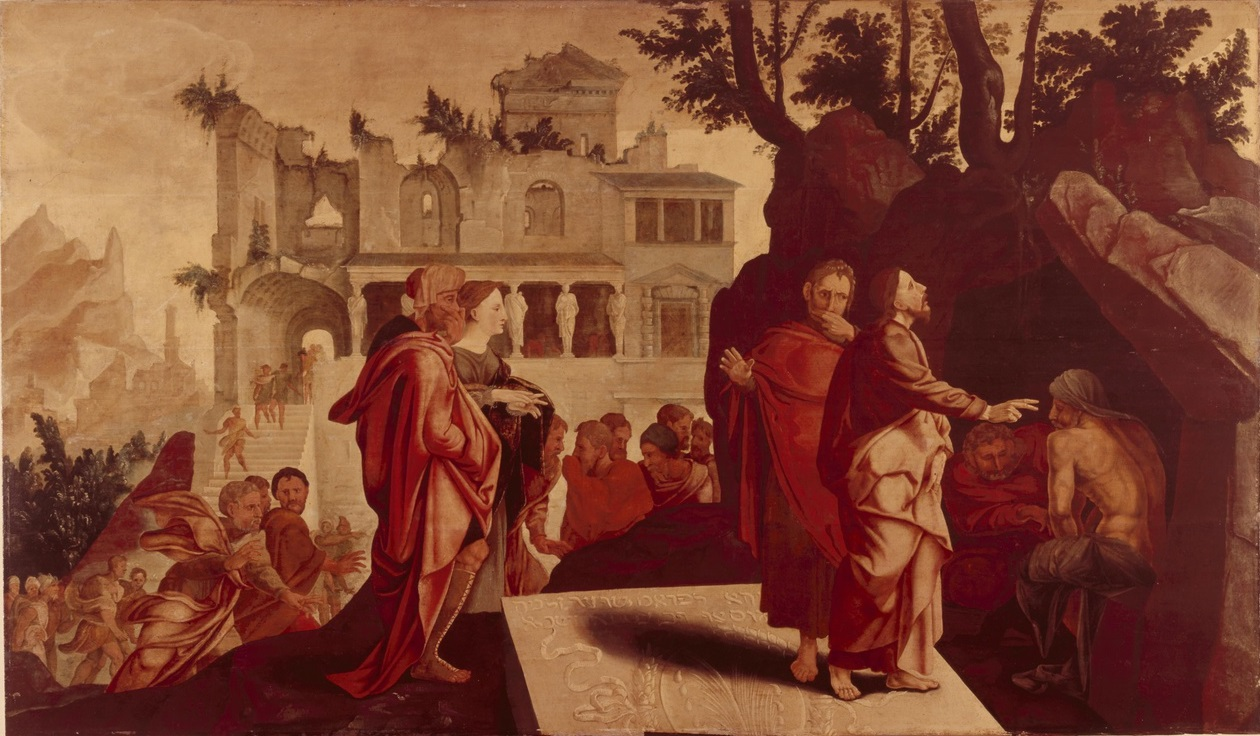
De opwekking van Lazarus, ca. 1550, Centraal Museum, Utrecht

### België
Brussel, Koninklijke Musea voor Schone Kunsten:
- Portret van een man (onzekere toeschrijving)

### Nederland
Amsterdam, Rijksmuseum:
- Portret van een 46-jarige man, 1529
- Maria Magdalena, ca. 1530
- Portret van George van Egmont, ca. 1535
- Landschap met Bathseba, ca. 1545

Breda, Grote of Onze-Lieve-Vrouwekerk:
- Drieluik met De vinding van het ware kruis, ca. 1542

Haarlem, Frans Hals Museum:
- Portretten van twaalf leden van de Haarlemse Jeruzalem-broederschap, ca. 1527-1529
- De doop van Christus, ca. 1528

Rotterdam, Museum Boijmans Van Beuningen
- Portret van een twaalfjarige jongen, 1531
- De Heilige Sebastiaan, 1542

Utrecht, Museum Catharijneconvent:
- De kruisdraging en De Opstanding, zijluiken van een drieluik, ca. 1528
- Drieluik met de kruisiging, ca. 1540

Utrecht, Centraal Museum:
- Portretten van twaalf leden van de Utrechtse Jeruzalem-broederschap, eerste paneel, ca. 1525
- Portretten van twaalf leden van de Utrechtse Jeruzalem-broederschap, tweede paneel, ca. 1525
- De intocht van Christus in Jeruzalem (Lochorst-triptiek), 1526-1527
- Maria met kind, ca. 1527-30
- Madonna met wilde rozen, ca. 1530
- Portretten van negen leden van de Utrechtse Jeruzalem-broederschap, ca. 1535
- De bewening van Christus, ca. 1535-1540
- De opwekking van Lazarus, ca. 1550
- Portretten van vijf leden van de Utrechtse Jeruzalem-broederschap, ca. 1541